# 서울등원초등학교
서울등원초등학교는 대한민국 서울특별시 강서구 등촌동에 있는 공립 초등학교이다.

## 학교 연혁
- 1994년 11월 1일 서울등원국민학교 개교
- 1996년 3월 1일 현재 교명으로 개칭
- 2011년 2월 15일 쉼터주변 보도블럭 교체 및 주차장 포장공사(~02.25)
- 2011년 8월 1일 학교 담장 설치공사(~08.30)
- 2012년 2월 27일 어린이 놀이시설 설치공사(~03.13)
- 2014년 2월 7일 관리실 이전
- 2014년 3월 10일 생각나무 도서관 개관
- 2014년 6월 27일 초등돌봄교실 이전
- 2017년 9월 1일 과학실 본관 이전 개관
- 2018년 1월 30일 석면제거, 냉난방기 교체 및 화장실 개선공사
- 2018년 2월 5일 돌봄교실 개선공사
- 2018년 7월 20일 체육관 리모델링 개관
- 2018년 10월 22일 메이커스페이스 개관
- 2019년 2월 1일 돌봄교실 리모델링 및 연계형 돌봄교실 신설
- 2019년 8월 18일 본관동 교실출입문, 중연창개선 공사, 본관동 내부 색채디자인 도장공사
- 2019년 8월 29일 목공창작소 및 도서관리모델링 공사
- 2019년 8월 31일 강서구청 에코스쿨 조경공사 및 학교텃밭 설치, 복지실, 다목적실 리모델링 공사
- 2019년 9월 1일 방송실 및 시청각실 방송장비 교체
- 2019년 10월 4일 학교공간 재구조화사업 꿈을담은교실 준공
- 2020년 2월 14일 제26회 졸업식(20명)
- 2020년 3월 2일 13학급 편성(특수학급 2개반)
- 2024년 11월 1일 개교 30주년

## 참고 자료
- 서울등원초등학교 - 한국교육학술정보원 학교알리미